# Matt Donovan (hockeista su ghiaccio)
Matthew Donovan (Edmond, 9 maggio 1990) è un ex hockeista su ghiaccio statunitense che giocava come difensore.

## Carriera

### Club
In carriera Donovan ha raccolto 71 presenze in National Hockey League: 69 con la maglia dei New York Islanders (che lo avevano scelto al quarto giro dell'NHL Entry Draft 2008), e due coi Nashville Predators.
Sono invece oltre 540 le presenze in American Hockey League.
Ha giocato anche alcune stagioni in Europa: con gli svedesi del Frölunda HC (con cui ha vinto la Champions Hockey League 2016-2017) e del HV71 e con i tedeschi degli Adler Mannheim.
Ha annunciato il ritiro nell'estate del 2024.

### Nazionale
Con la nazionale statunitense ha disputato i mondiali 2014, chiusi al sesto posto. In precedenza aveva vestito anche la maglia della nazionale Under-20, con la quale aveva vinto la medaglia d'oro al mondiale di categoria del 2010.

### Dopo il ritiro
Dopo il ritiro è diventato assistente allenatore dei Milwaukee Admirals al posto di Scott Ford.

## Palmarès

### Club
- Champions Hockey League: 1

Frölunda: 2016-2017

### Nazionale
- Campionato mondiale di hockey su ghiaccio Under-20:

 2010